# Lysychansk
Lysychansk ou, aportuguesado, Lisichansque (em ucraniano:  Лисича́нськ [lɪsɪˈtʃɑnʲsʲk]; em russo:  Лисича́нск [lʲɪsʲɪˈtɕansk]) é uma cidade da Ucrânia, situada no Oblast de Luhansk. Tem 96 km² de área e sua população em 2020 foi estimada em 96.161 habitantes. Lysychansk é cidade gêmea de Severodonetsk, sendo as duas cidades separadas pelo rio Seversky Donets.

## Ver artigos relacionados
- Invasão da Ucrânia pela Rússia em 2022
- Batalha de Lysychansk